# Голмсвілл (Огайо)
Голмсвілл (англ. Holmesville) — селище (англ. village) в США, в окрузі Голмс штату Огайо. Населення — 371 особа (2020).

## Географія
Голмсвілл розташований за координатами 40°37′43″ пн. ш. 81°55′24″ зх. д. / 40.62861° пн. ш. 81.92333° зх. д. (40.628546, -81.923352).  За даними Бюро перепису населення США в 2010 році селище мало площу 0,60 км², з яких 0,59 км² — суходіл та 0,02 км² — водойми.

## Демографія
Згідно з переписом 2010 року, у селищі мешкали 372 особи в 146 домогосподарствах у складі 107 родин. Густота населення становила 616 осіб/км².  Було 153 помешкання (253/км²).
Расовий склад населення:
| - 98,7 % — білих - 0,3 % — азіатів |

До двох чи більше рас належало 1,1 %. Частка іспаномовних становила 0,3 % від усіх жителів.
За віковим діапазоном населення розподілялося таким чином: 23,4 % — особи молодші 18 років, 64,0 % — особи у віці 18—64 років, 12,6 % — особи у віці 65 років та старші. Медіана віку мешканця становила 36,0 року. На 100 осіб жіночої статі у селищі припадало 98,9 чоловіків;  на 100 жінок у віці від 18 років та старших — 105,0 чоловіків також старших 18 років.
Середній дохід на одне домашнє господарство  становив 49 328 доларів США (медіана — 43 750), а середній дохід на одну сім'ю — 60 561 долар (медіана — 61 563). За межею бідності перебувало 18,5 % осіб, у тому числі 17,3 % дітей у віці до 18 років та 0,0 % осіб у віці 65 років та старших.
Цивільне працевлаштоване населення становило 260 осіб. Основні галузі зайнятості: освіта, охорона здоров'я та соціальна допомога — 21,5 %, роздрібна торгівля — 14,6 %, виробництво — 11,2 %, будівництво — 9,6 %.